# Eutreta aczeli
Eutreta aczeli es una especie de insecto del género Eutreta de la familia Tephritidae del orden Diptera.

## Historia
Lima la describió científicamente por primera vez en el año 1954.